# Discurso no Centro Islâmico de Washington
No dia 17 de setembro de 2001 — seis dias após os ataques de 11 de setembro de 2001 da al-Qaeda ao World Trade Center e ao Pentágono — George W. Bush, então presidente dos Estados Unidos, fez um discurso no Centro Islâmico de Washington (também intitulado "Islã é Paz"). O discurso de Bush afirmou que a grande maioria dos muçulmanos não estava associada e, além disso, estava horrorizada com a al-Qaeda e seus ataques de 11 de setembro. Ele disse que o terrorismo islâmico contrariava os valores muçulmanos porque "o islã é paz". Bush elogiou os muçulmanos nos Estados Unidos por suas contribuições à sociedade e observou que alguns temiam se tornar alvos de assédio ou violência de americanos chateados com os ataques de 11 de setembro. Ele condenou tal islamofobia e disse que os muçulmanos americanos "amam a América tanto quanto eu".
Comparado aos dias que antecederam o discurso de Bush, o número de crimes de ódio cometidos contra muçulmanos diminuiu após suas observações. Alguns cristãos conservadores criticaram o governo Bush por diferenciar entre o islamismo em geral e organizações terroristas como a al-Qaeda. As sociólogas Rosemarie Skaine e Louise Cainkar, respectivamente, elogiaram e criticaram Bush. Skaine argumentou que o discurso foi um exemplo de como Bush havia ajudado a reduzir a islamofobia nos Estados Unidos. De acordo com Cainkar, embora o discurso tenha sido um "discurso positivo", Bush o minou em diferentes discursos que caracterizaram os muçulmanos como hostis à América.

## Antecedentes
George W. Bush, um cristão evangélico e republicano que foi o 43º presidente dos Estados Unidos, fez seus primeiros comentários públicos como presidente sobre o islamismo no início de 2001 como parte de uma declaração comemorativa do feriado muçulmano Eid al-Adha. Foi a primeira declaração presidencial americana emitida para o Eid al-Adha, e Bush elogiou a "variedade de nações e culturas representadas por aqueles que viajam para Meca a cada ano" como "lembretes de que as diferenças étnicas e raciais não precisam nos dividir quando compartilhamos valores e propósitos comuns".
Em 11 de setembro de 2001, a organização islâmica al-Qaeda atacou o World Trade Center e o Pentágono nos Estados Unidos usando aviões sequestrados, matando quase três mil pessoas no que foi chamado de "pior atentado terrorista da história dos Estados Unidos". Bush não falava publicamente sobre o islamismo desde sua declaração no Eid al-Adha. Após os ataques de 11 de setembro de 2001, ele se preocupou que alguns americanos pudessem atacar os muçulmanos. Os muçulmanos nos Estados Unidos há muito enfrentam preconceitos e islamofobia e, a partir da década de 1980, um estereótipo popular da mídia americana confundiu os muçulmanos em geral com a ideia de "terroristas". Ao interagir com jornalistas em 13 de setembro, ele pediu aos americanos que fossem respeitosos com os árabes-americanos e os muçulmanos-americanos. Em 14 de setembro, que ele havia declarado um Dia Nacional de Oração, Bush discursou em um serviço memorial ao lado de Muzammil H. Siddiqi, um imã muçulmano.

## Discurso

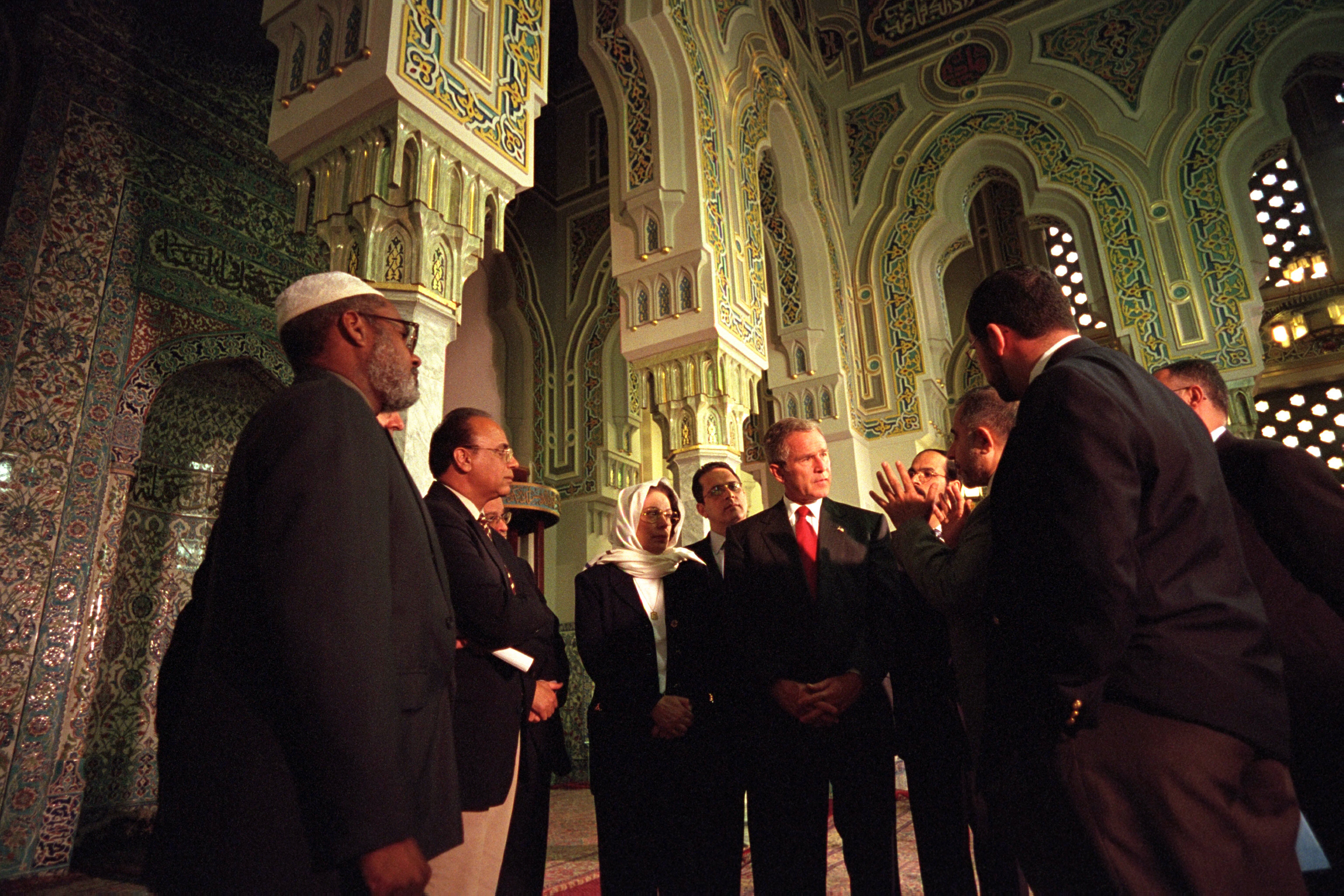
George W. Bush no Centro Islâmico de Washington em 17 de setembro de 2001

Bush visitou o Centro Islâmico de Washington, uma mesquita em Washington, D.C., em 17 de setembro de 2001. Ele se encontrou com líderes da comunidade muçulmana e lá fez um discurso, chamado de "Comentários no Centro Islâmico de Washington" e "O Islã é Paz". No discurso, Bush traçou uma linha de distinção entre muçulmanos e a al-Qaeda, dizendo que a al-Qaeda havia pervertido o islã, pois "a face do terror não é a verdadeira fé do islã", e "o islã é paz". Ele afirmou que os muçulmanos, tanto nos Estados Unidos quanto em outros lugares, "ficaram chocados" com os ataques de 11 de setembro porque "atos de violência contra inocentes violam os princípios fundamentais da fé islâmica" e que a al-Qaeda "representa[va] o mal e a guerra", não o islamismo. Bush então citou uma passagem do Alcorão afirmando que "[a] longo prazo, o mal no extremo será o fim daqueles que praticam o mal", invocando uma expressão não denominacional da religião civil americana. Ao traçar essa distinção entre um islamismo pacífico e o terrorismo violento, Bush caracterizou os Estados Unidos como sendo um aliado da maioria do mundo islâmico contra o que ele descreveu como os males do terrorismo e um falso islamismo.

[Os Estados Unidos da] América conta com milhões de muçulmanos entre nossos cidadãos, e os muçulmanos fazem uma contribuição incrivelmente valiosa para o nosso país. Os muçulmanos são médicos, advogados, professores de direito, membros das forças armadas, empreendedores, lojistas, mães e pais. E eles precisam ser tratados com respeito.

George W. Bush, Discurso no Centro Islâmico de Washington, 17 de setembro de 2001
No discurso, Bush elogiou os muçulmanos americanos, observando que havia milhões de cidadãos muçulmanos dos Estados Unidos que, segundo ele, "fazem uma contribuição incrivelmente valiosa para o nosso país" em suas vidas profissionais e familiares. Com a intenção de afastar o preconceito islamofóbico, ele acrescentou que estava ciente de que alguns muçulmanos americanos, após os ataques de 11 de setembro, estavam "com medo de serem intimidados" se tentassem seguir suas "rotinas diárias normais". Bush condenou a islamofobia nos Estados Unidos, dizendo que as pessoas que "descontariam sua raiva" sobre os ataques de 11 de setembro contra indivíduos muçulmanos "representam o pior da humanidade e deveriam ter vergonha desse tipo de comportamento". Mencionando mulheres muçulmanas que usam hijab em particular, Bush insistiu que elas não deveriam ter medo de sair por medo de assédio porque essa "não era a América que eu conheço". Para encerrar o discurso, Bush identificou-se pessoalmente com os muçulmanos americanos, dizendo "eles amam a América tanto quanto eu".

## Recepção
Em comparação com os dias imediatamente anteriores ao discurso de Bush, houve menos crimes de ódio contra muçulmanos nos Estados Unidos nos dias seguintes. O Pew Research Center relatou que em novembro de 2001, 59% dos americanos, relativamente distribuídos uniformemente entre republicanos e democratas, relataram ver o islamismo de forma favorável, um aumento na disposição positiva em comparação com 45% em março; essa perspectiva compartilhada não durou, no entanto, e nos anos subsequentes as visões do islamismo divergiram ao longo de linhas partidárias, à medida que os republicanos associavam cada vez mais o islamismo à violência. Para consternação de alguns cristãos particularmente conservadores nos Estados Unidos — como o apologista Dave Hunt, que criticou Bush por caracterizar o islamismo como pacífico — a administração Bush continuou a reiterar que a Guerra ao Terror não era contra o islamismo em geral. Os comentários de Bush no Centro Islâmico de Washington se tornaram o primeiro de vários discursos que ele fez como presidente para o público muçulmano americano.
Rosemarie Skaine, uma socióloga, creditou a Bush por ajudar a reduzir o preconceito contra árabes-americanos e muçulmanos-americanos através do exemplo que ele deu em seu discurso de 17 de setembro, entre outros discursos. Barack Obama, um democrata que sucedeu Bush como presidente, lembrou-se de se sentir "muito orgulhoso" de Bush por ser "inflexível e claro sobre o fato de que estão não é uma guerra contra o islamismo". A socióloga Louise Cainkar considerou os comentários no Centro Islâmico "um discurso positivo", mas criticou Bush por minar esse esforço em outros discursos que ele fez que reproduziam estereótipos de que os muçulmanos se opunham à liberdade, como seu discurso de 20 de setembro em uma sessão conjunta do Congresso, realizado apenas alguns dias depois. O colaborador do Salon, Aymann Ismail, chamou os comentários de Bush de 17 de setembro a seus outros discursos sobre o islamismo de "falatórios" porque suas políticas reais eram significativamente negativas para os muçulmanos americanos, mas ele argumentou ainda que os comentários de Bush pelo menos demonstraram que seu governo "se sentiu responsável por como suas palavras afetaram" os muçulmanos americanos, o que Ismail considerou totalmente diferente da primeira presidência abertamente islamofóbica de Donald Trump.